# Grand Prix Adria Mobil
Il Grand Prix Adria Mobil è una corsa in linea maschile di ciclismo su strada che si svolge a Novo Mesto, in Slovenia, ogni anno in aprile. Nata nel 2015 fa parte del circuito UCI Europe Tour classe 1.2.

## Albo d'oro
Aggiornato all'edizione 2025.
| Anno | Vincitore                             | Secondo                               | Terzo                                 |
| ---- | ------------------------------------- | ------------------------------------- | ------------------------------------- |
| 2015 | Marko Kump                            | Filippo Fortin                        | Mattia Gavazzi                        |
| 2016 | Filippo Fortin                        | Alberto Cecchin                       | Eugenio Bani                          |
| 2017 | Antonino Parrinello                   | Nicola Gaffurini                      | Stanislau Bazhkou                     |
| 2018 | Filippo Fortin                        | Nicola Venchiarutti                   | Jiří Polnický                         |
| 2019 | Marko Kump                            | František Sisr                        | Daniel Auer                           |
| 2020 | annullata per la Pandemia di COVID-19 | annullata per la Pandemia di COVID-19 | annullata per la Pandemia di COVID-19 |
| 2021 | Marijn van den Berg                   | Filippo Fiorelli                      | Adam Ťoupalík                         |
| 2022 | Maciej Paterski                       | Andrea Debiasi                        | Nicola Venchiarutti                   |
| 2023 | Tilen Finkšt                          | Filippo Fortin                        | Luca Colnaghi                         |
| 2024 | Žak Eržen                             | Jakub Mareczko                        | Simone Buda                           |
| 2025 | Žak Eržen                             | Frits Biesterbos                      | Tilen Finkšt                          |